# Suchożebry (gmina)
Suchożebry (daw. gmina Krześlin) – gmina wiejska w województwie mazowieckim, w powiecie siedleckim. W latach 1975–1998 gmina położona była w województwie siedleckim.
Siedziba gminy to Suchożebry.
Według danych z 31 grudnia 2020 gminę zamieszkiwało 4623 osób.

## Struktura powierzchni
Według danych z 2002 gmina Suchożebry ma obszar 100,71 km², w tym:
- użytki rolne: 80%
- użytki leśne: 13%

Gmina stanowi 6,28% powierzchni powiatu.

## Demografia

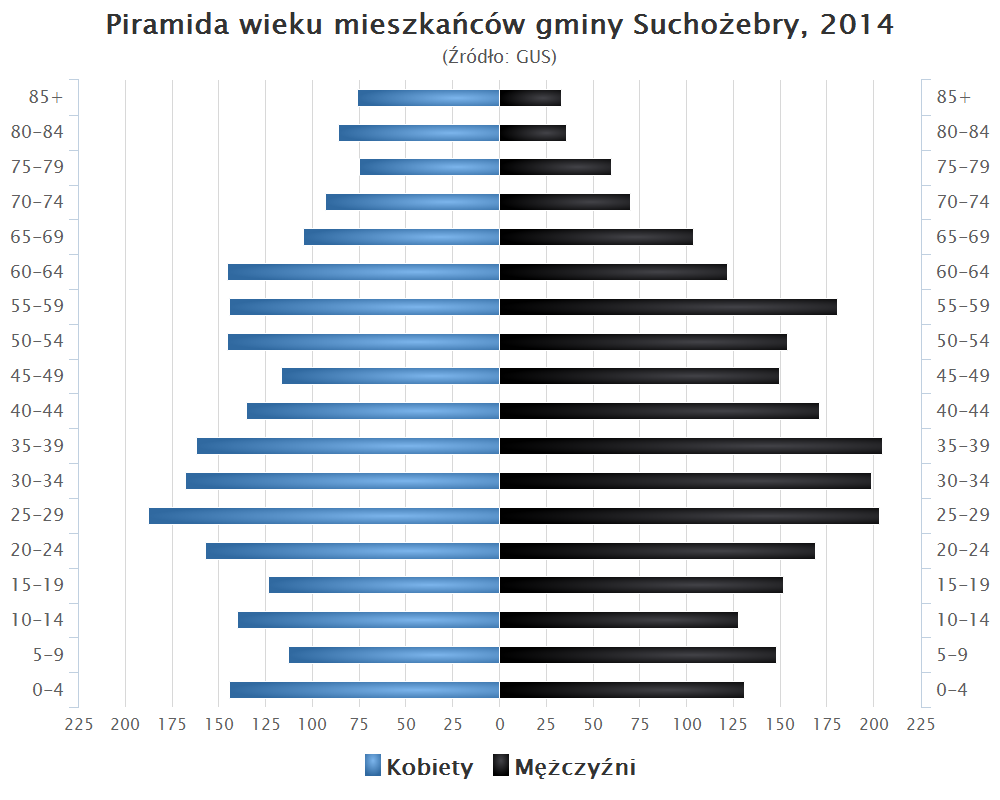
Piramida wieku mieszkańców gminy Suchożebry w 2014 roku

Dane z 30 czerwca 2004:
| Opis                              | Ogółem | Ogółem | Kobiety | Kobiety | Mężczyźni | Mężczyźni |
| --------------------------------- | ------ | ------ | ------- | ------- | --------- | --------- |
| jednostka                         | osób   | %      | osób    | %       | osób      | %         |
| populacja                         | 4620   | 100    | 2264    | 49      | 2356      | 51        |
| gęstość zaludnienia (mieszk./km²) | 45,9   | 45,9   | 22,5    | 22,5    | 23,4      | 23,4      |

## Wójtowie
- Witold Kąkol (2002–2006)[7]
- Jacek Świrski (2006[8][9][10]–2018)
- Krzysztof Bujalski (2018[11]–2024)
- Tomasz Jan Starzewski (od 2024)[12]

## Sołectwa
Borki Siedleckie, Brzozów, Kopcie, Kownaciska, Krynica, Krześlin, Krześlinek, Nakory, Podnieśno, Przygody, Sosna-Kicki, Sosna-Korabie, Sosna-Kozółki, Sosna-Trojanki, Stany Duże, Stany Małe, Suchożebry, Wola Suchożebrska.

## Sąsiednie gminy
Bielany, Mokobody, Mordy, Paprotnia, Siedlce